# Bana (Burkina Faso)
Bana è un dipartimento del Burkina Faso classificato come comune, situato nella provincia  di Balé, facente parte della Regione di Boucle du Mouhoun.
Il dipartimento si compone del capoluogo e di altri 9 villaggi: Bassana, Bissa, Danou, Fofina, Ouona, Sienkoro, Solonso, Somona e Yona.